# 松源郡
松源郡（：／ Songwŏn gun */?）是朝鮮民主主義人民共和國慈江道西南部的一個郡，西南與平安北道相鄰。位於忠滿江上游，西有江南山脈（包括海拔1,316公尺的避難德山），中有崇積山。面積1,080平方公里，2008年人口38,051人。下分1邑、1勞動者區、11里。
1949年設郡。